# Бромид свинца(II)
Бромид свинца(II) — бинарное неорганическое соединение, соль металла свинца и бромистоводородной кислоты с формулой PbBr2, прозрачные кристаллы, слабо растворимые в воде, образует кристаллогидрат.

## Получение
- Действие брома на металлический свинец:

{\displaystyle {\mathsf {Pb+Br_{2}\ {\xrightarrow {T}}\ PbBr_{2}}}}
- Растворение в бромистоводородной кислоте оксида, гидроксида или карбоната свинца(II):

{\displaystyle {\mathsf {PbO+2HBr\ {\xrightarrow {}}\ PbBr_{2}\downarrow +H_{2}O}}}
{\displaystyle {\mathsf {Pb(OH)_{2}+2HBr\ {\xrightarrow {}}\ PbBr_{2}\downarrow +2H_{2}O}}}
{\displaystyle {\mathsf {PbCO_{3}+2HBr\ {\xrightarrow {}}\ PbBr_{2}\downarrow +CO_{2}+H_{2}O}}}
- Обменными реакциями:

{\displaystyle {\mathsf {Pb(NO_{3})_{2}+2NaBr\ {\xrightarrow {}}\ PbBr_{2}\downarrow +2NaNO_{3}}}}

## Физические свойства
Бромид свинца(II) образует прозрачные кристаллы ромбической сингонии, пространственная группа P nam, параметры ячейки a = 0,8051 нм, b = 0,9537 нм, c = 0,4726 нм, Z = 4.
При охлаждении водных растворов выделяется кристаллогидрат PbBr2•3H2O.
Диамагнитен, плохо растворяется в воде и этаноле на холоду.

## Химические свойства
- В горячих водных растворах подвергается гидролизу до основной соли:

{\displaystyle {\mathsf {PbBr_{2}+H_{2}O\ {\xrightarrow {50^{o}C}}\ Pb(OH)Br+HBr}}}
- При нагревании на воздухе образует оксибромиды:

{\displaystyle {\mathsf {4PbBr_{2}+O_{2}\ {\xrightarrow {T}}\ 2Pb_{2}OBr_{2}+2Br_{2}}}}
- Хорошо растворяется в концентрированных растворах бромидов щелочных металлов:

{\displaystyle {\mathsf {PbBr_{2}+2KBr\ {\xrightarrow {}}\ K_{2}[PbBr_{4}]}}}
- Разлагается щелочами:

{\displaystyle {\mathsf {PbBr_{2}+2NaOH\ {\xrightarrow {}}\ Pb(OH)_{2}\downarrow +2NaBr}}}
{\displaystyle {\mathsf {PbBr_{2}+4NaOH\ {\xrightarrow {}}\ Na_{2}[Pb(OH)_{4}]+2NaBr}}}
- Восстанавливается водородом:

{\displaystyle {\mathsf {PbBr_{2}+H_{2}\ {\xrightarrow {300-350^{o}C}}\ Pb+2HBr}}}
- Вступает в обменные реакции:

{\displaystyle {\mathsf {PbBr_{2}+2KI\ {\xrightarrow {}}\ PbI_{2}\downarrow +2KBr}}}
{\displaystyle {\mathsf {PbBr_{2}+H_{2}S\ {\xrightarrow {}}\ PbS\downarrow +2HBr}}}
- В щелочной среде с карбонатами образует основную соль:

{\displaystyle {\mathsf {2PbBr_{2}+Na_{2}CO_{3}+2NaOH\ {\xrightarrow {}}\ Pb_{2}(OH)_{2}CO_{3}\downarrow +4NaBr}}}